# Iglesia de Santa Marina (Sacramenia)

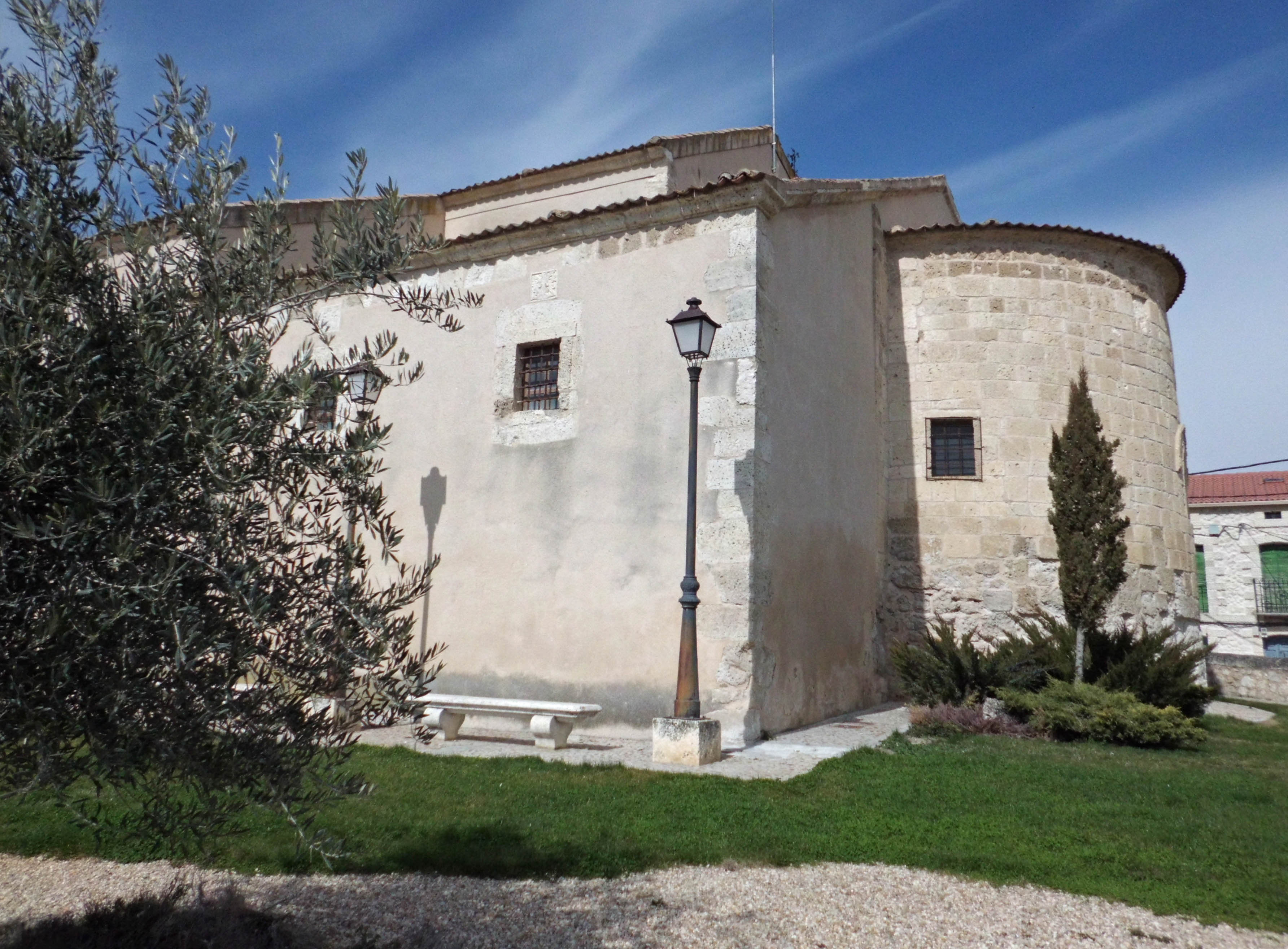
Exterior de la iglesia. Puede apreciarse el revoco de los muros y la piedra de sillar en las esquinas.

La iglesia de Santa Marina es una iglesia católica, de estilo románico que se encuentra en el municipio de Sacramenia, en la provincia de Segovia . Está situada en el casco urbano de la ciudad en un terreno ligeramente elevado. En el año 1991 fue restaurada con la ayuda de la Consejería de Fomento de la Junta de Castilla y León. Durante las obras de esta restauración se descubrieron en el ábside unas pinturas murales que datan de los siglos XV y XVI.

## Descripción del edificio
Componen el edificio diversidad de estilos y formas que se fueron añadiendo en épocas diferentes. Queda el gran ábside como vestigio románico. Los muros son de mampostería con sillares en las esquinas. También el ábside está hecho de sillares. La mampostería está revestida por un revoco. 
Exterior
Hasta el momento de su restauración tuvo adosado por el muro sur un edificio que durante algún tiempo había servido de escuelas.
Comprende una nave y su correspondiente ábside. Se accede al templo por la fachada del oeste a través de un pórtico con escalinatas de piedra apoyado en dos columnas octogonales de piedra; tiene estructura de madera y el tejado es a tres aguas, construido con tejas curvas dispuestas a canal —también llamado a la segoviana— y tejas cobijas en las aristas. La portada es simple con arco de medio punto y su puerta de entrada es de madera con casetones castellanos.
De la época románica se conserva el ábside que es bastante simple. No tiene columnas ni contrafuertes ni impostas, sólo un ventanal en el centro, de arco de medio punto y con una gran chambrana. El vano que proporciona la luz es muy estrecho.

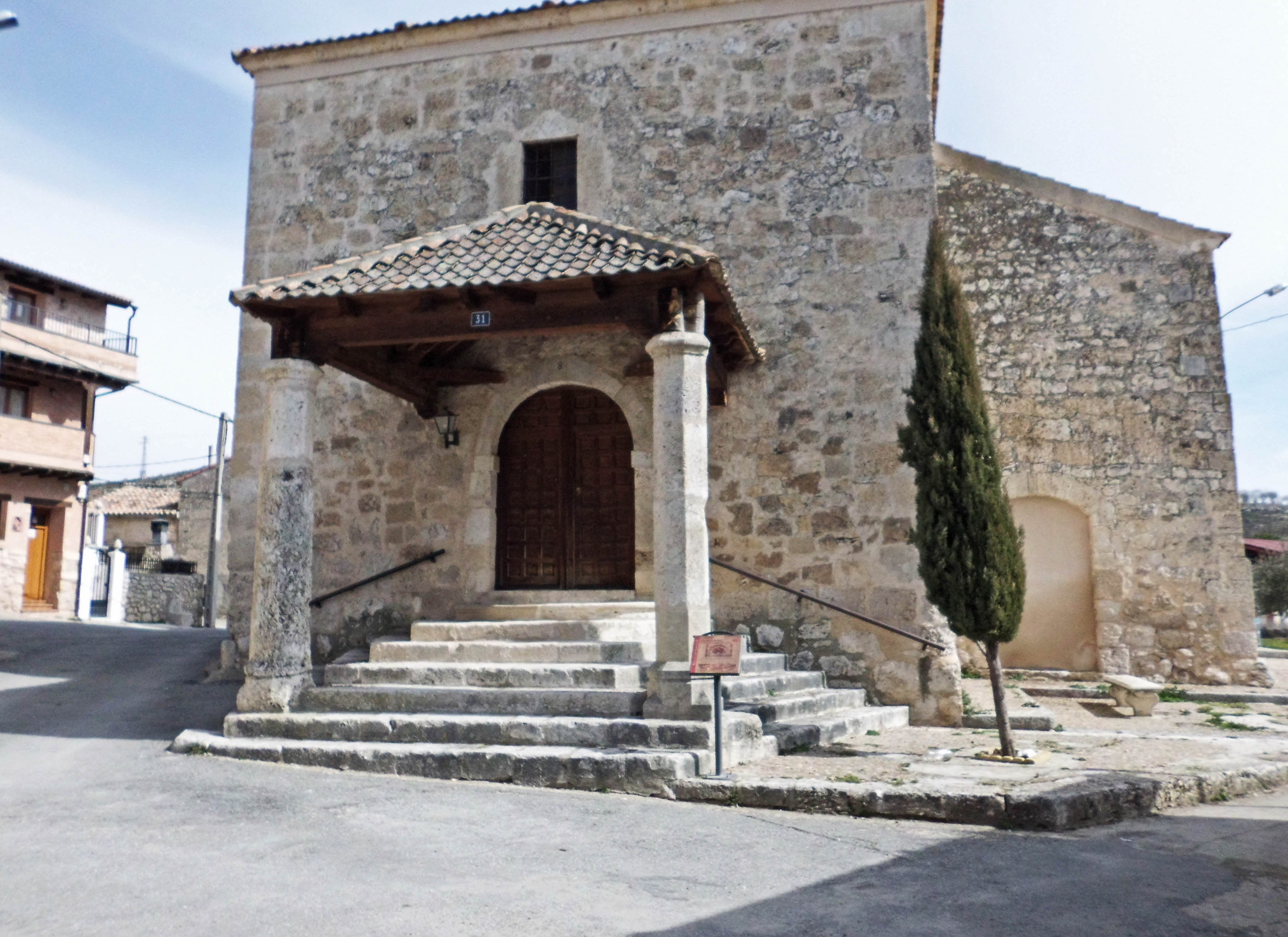
Pórtico, escalinata, columnas y puerta de entrada con casetones castellanos.
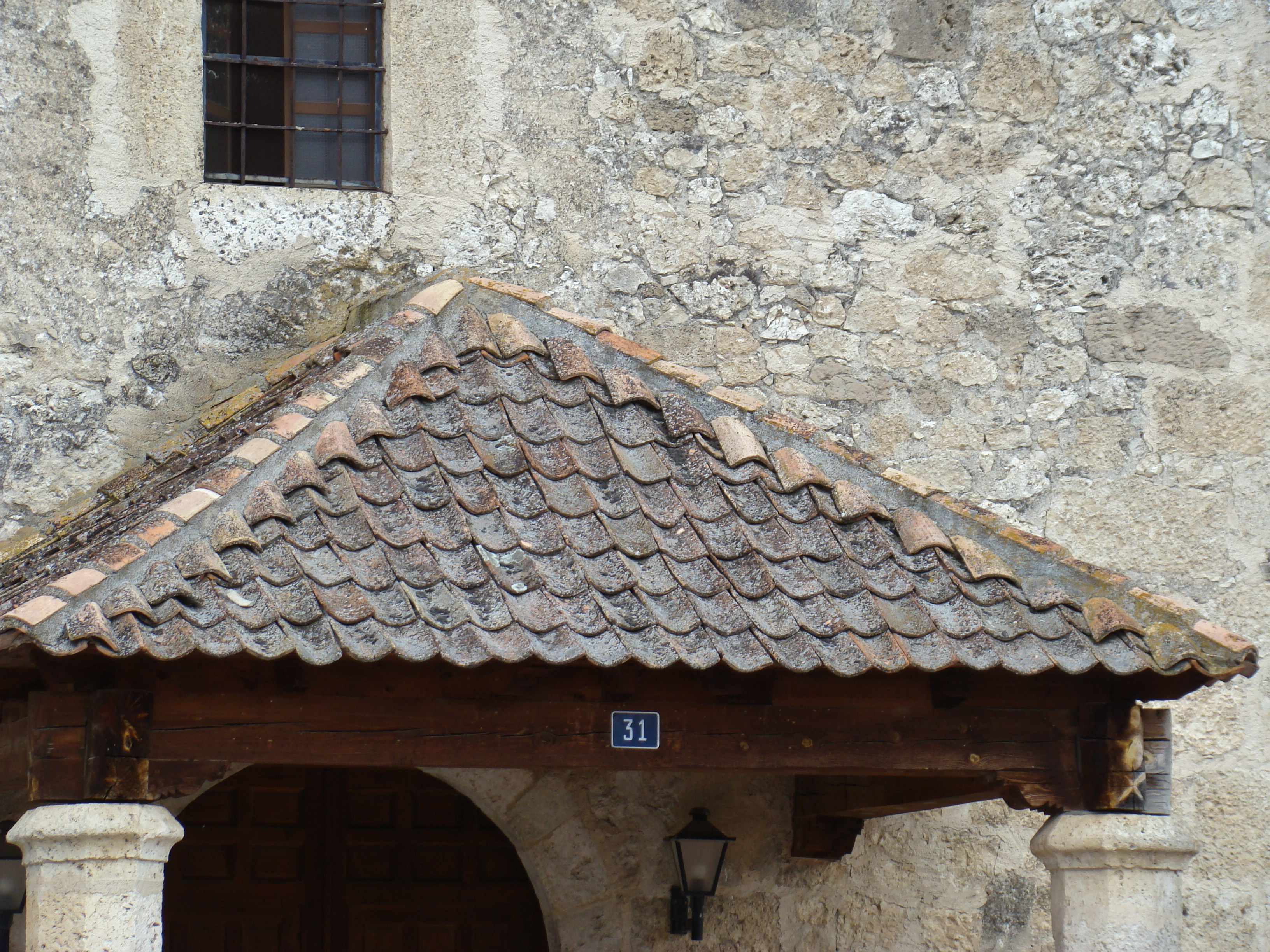
Vista del tejado del pórtico con las tejas dispuestas a la segoviana.
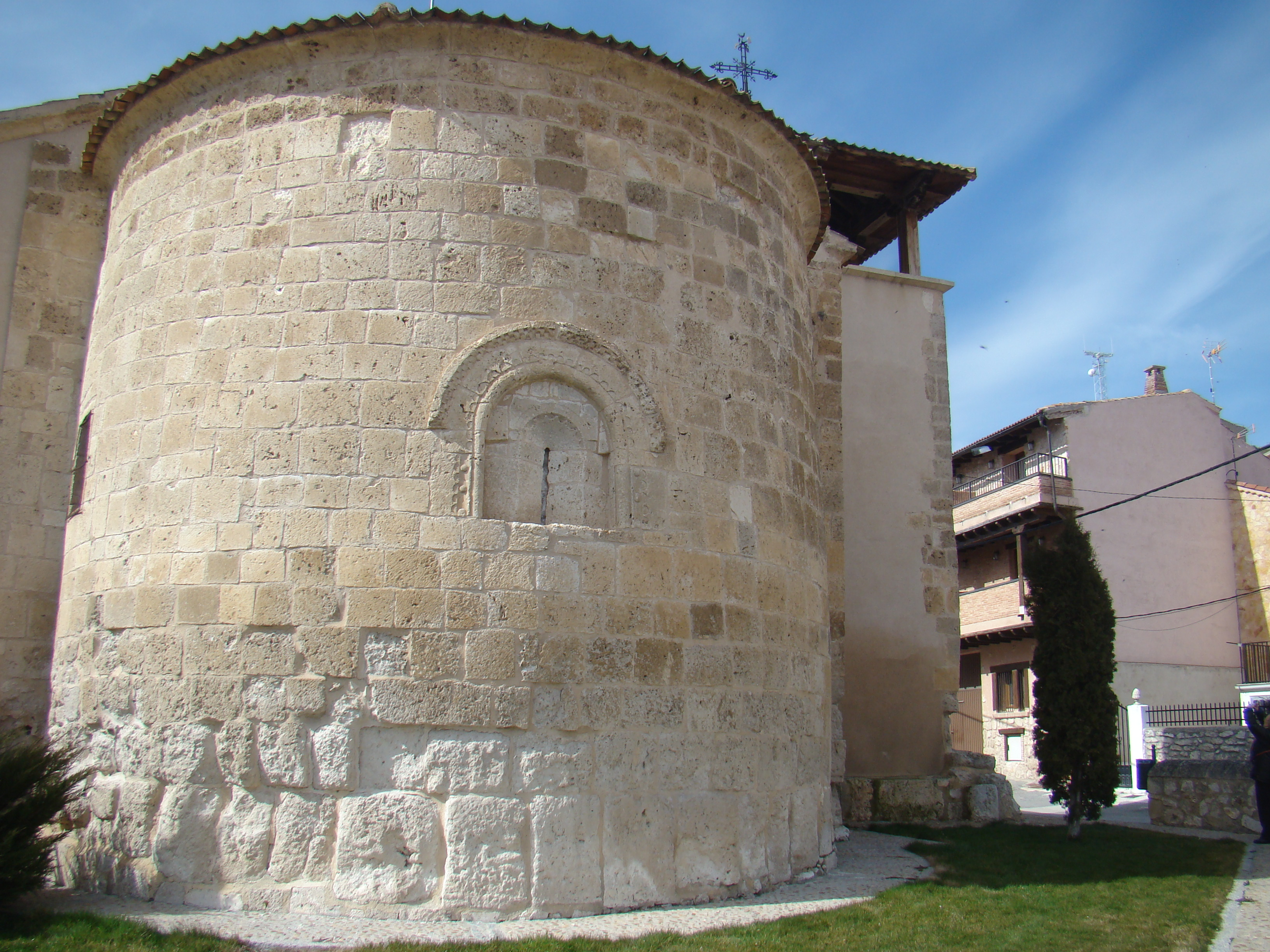
Ábside románico con zócalo de piedra de sillería, sin adornos, sin contrafuertes ni columnas.
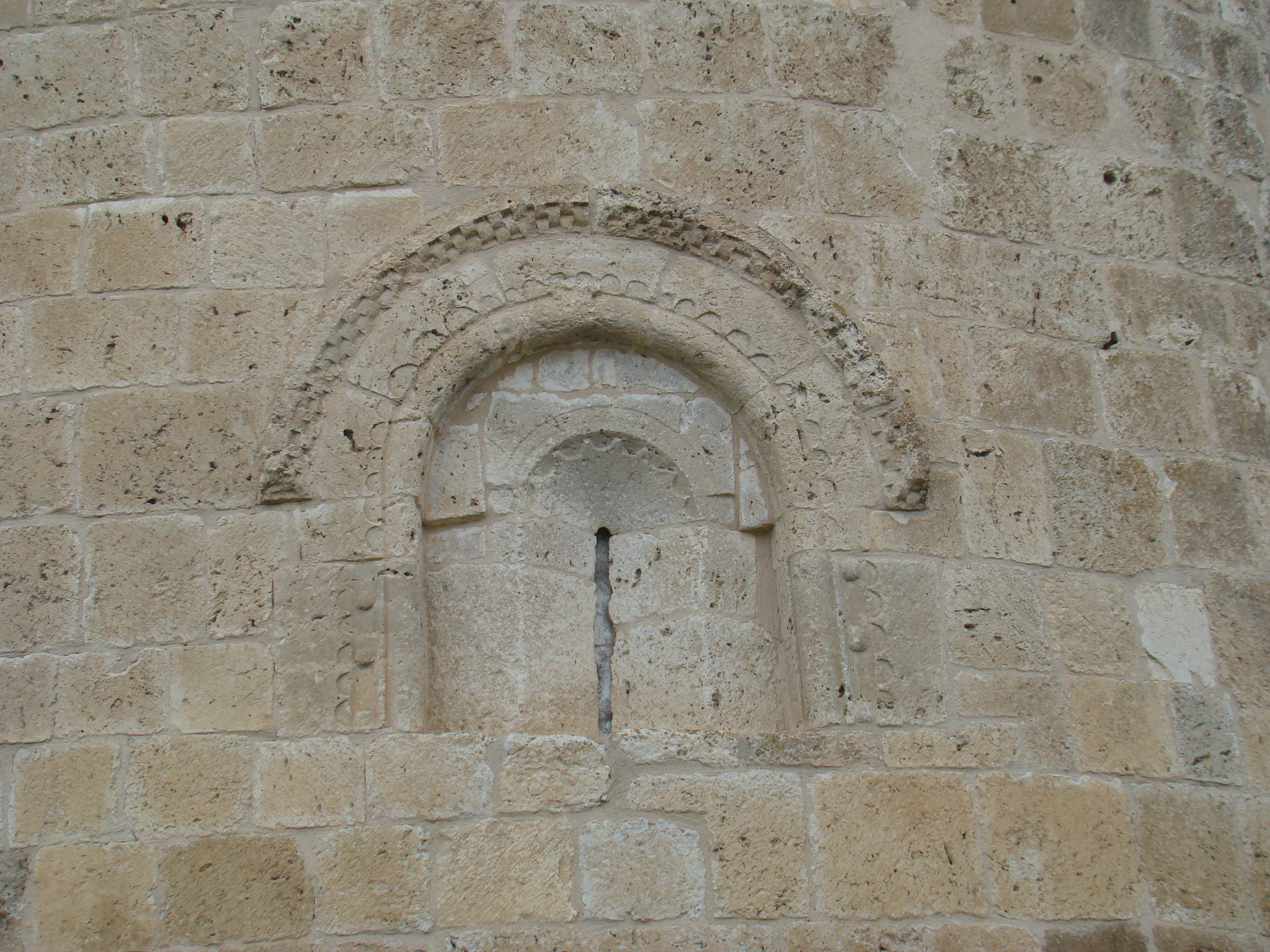
Detalle de la única ventana del ábside románico.

Hay una torre adosada a la fachada norte a la que se accede por escalera de caracol de piedra cuyos peldaños fueron restaurados en 1991. También se restauró el campanario añadiendo un forjado de hormigón armado con zunchado de los muros y tendiendo sobre el forjado losas de piedra caliza de 40 por 40 cm.

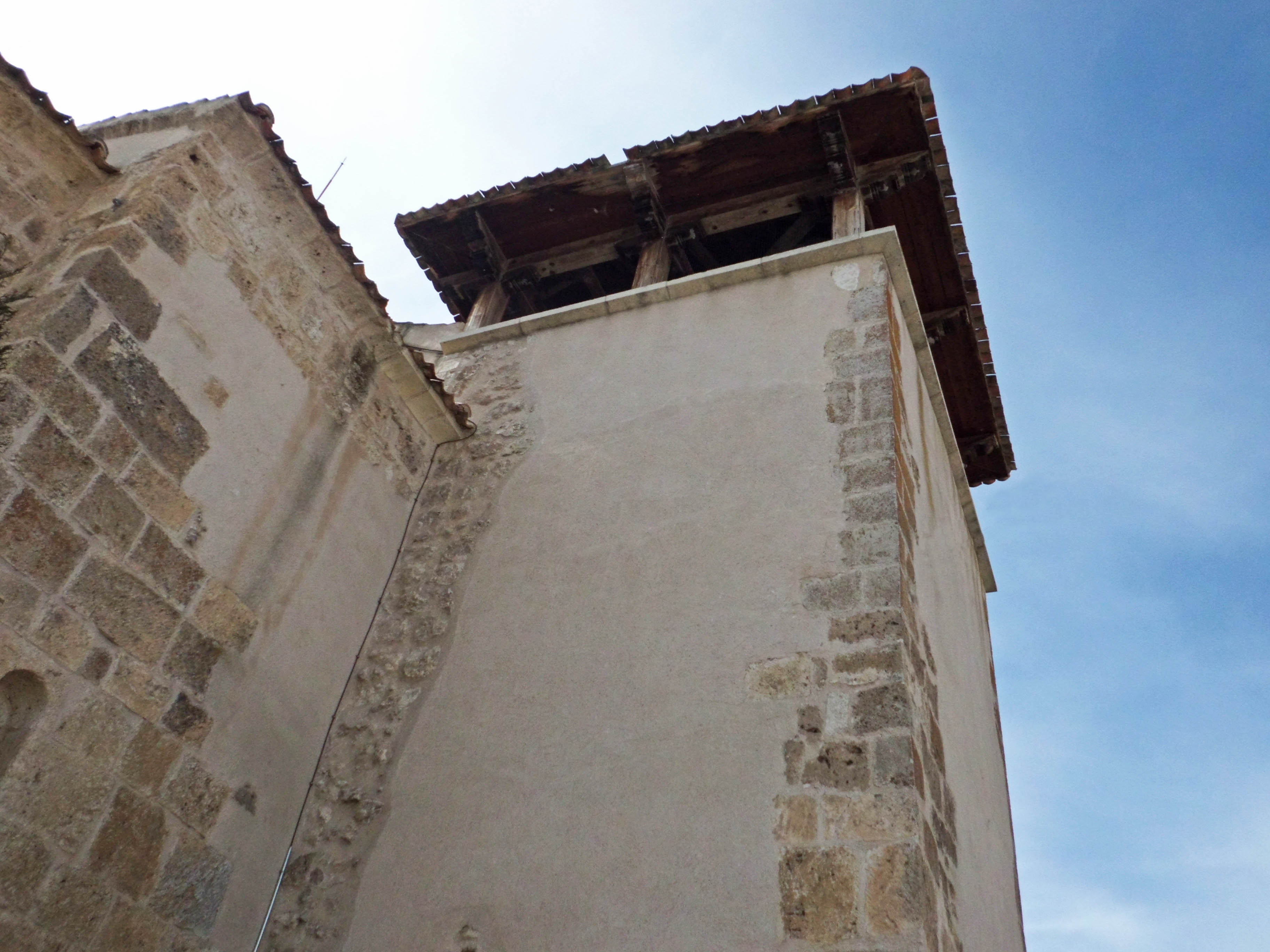
Torre con revoco sobre mampostería y sillares en las esquinas.
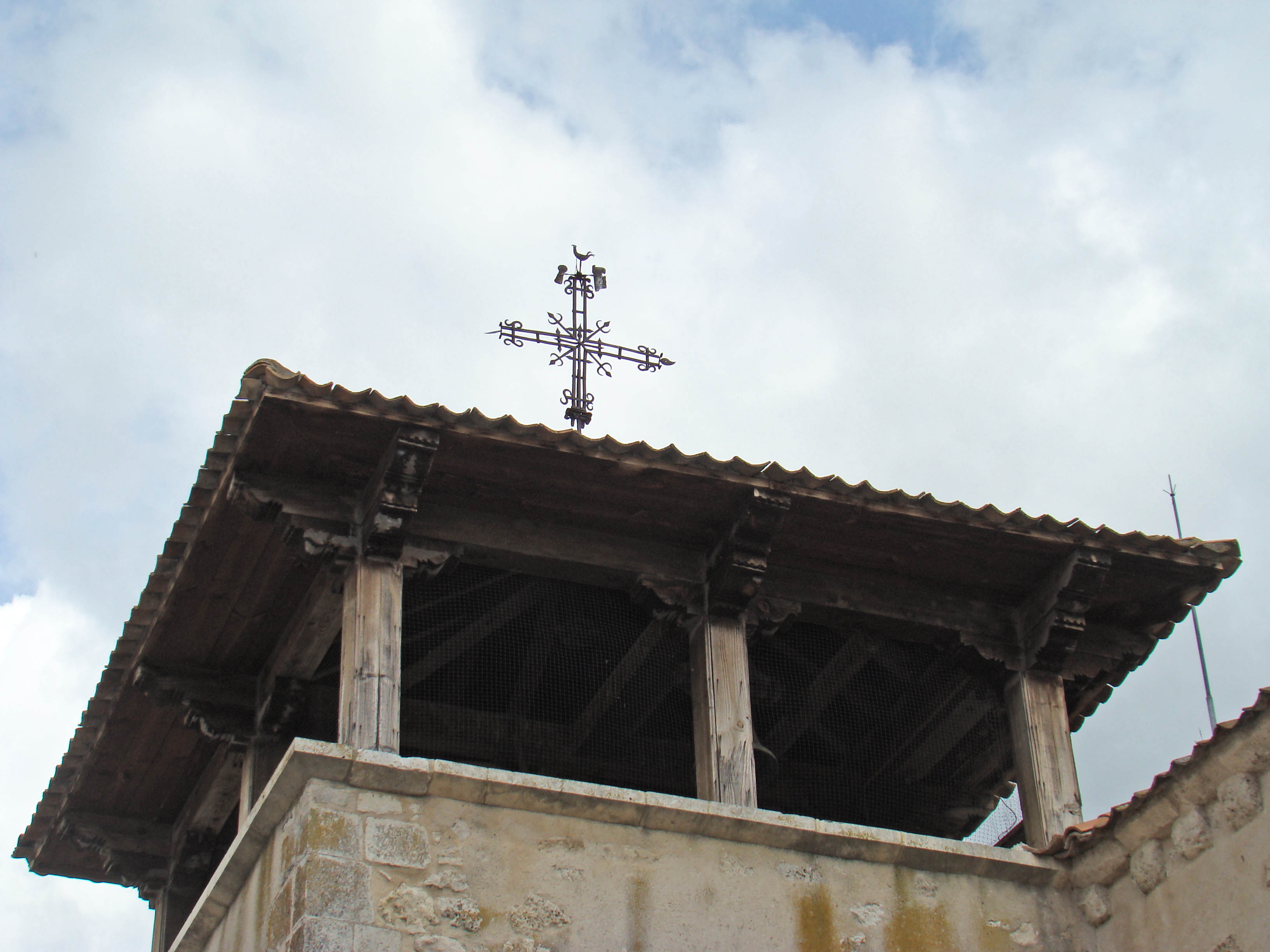
Detalle del campanario después de la restauración.

Interior
Lo más interesante del interior de esta iglesia son las pinturas murales descubiertas durante la restauración y limpieza. Son pinturas medievales anónimas que se han datado entre los siglos XV y XVI. Estuvieron tapadas durante muchos años, cubiertas por capas de encalado y muy dañadas por el picoteo hecho como preparación del muro para recibir la cal. Fueron restauradas y protegidas con técnicas modernas de conservación en 1991.
El pavimento del templo es de losas de piedra caliza y piedra de las canteras de Villar de Sobrepeña. La estructura del techo es de madera. Tiene un coro a los pies con barandilla de madera al que se accede por una escalera de caracol con peldaños de madera. Tiene varios altares con imágenes de devoción y retablos barrocos.

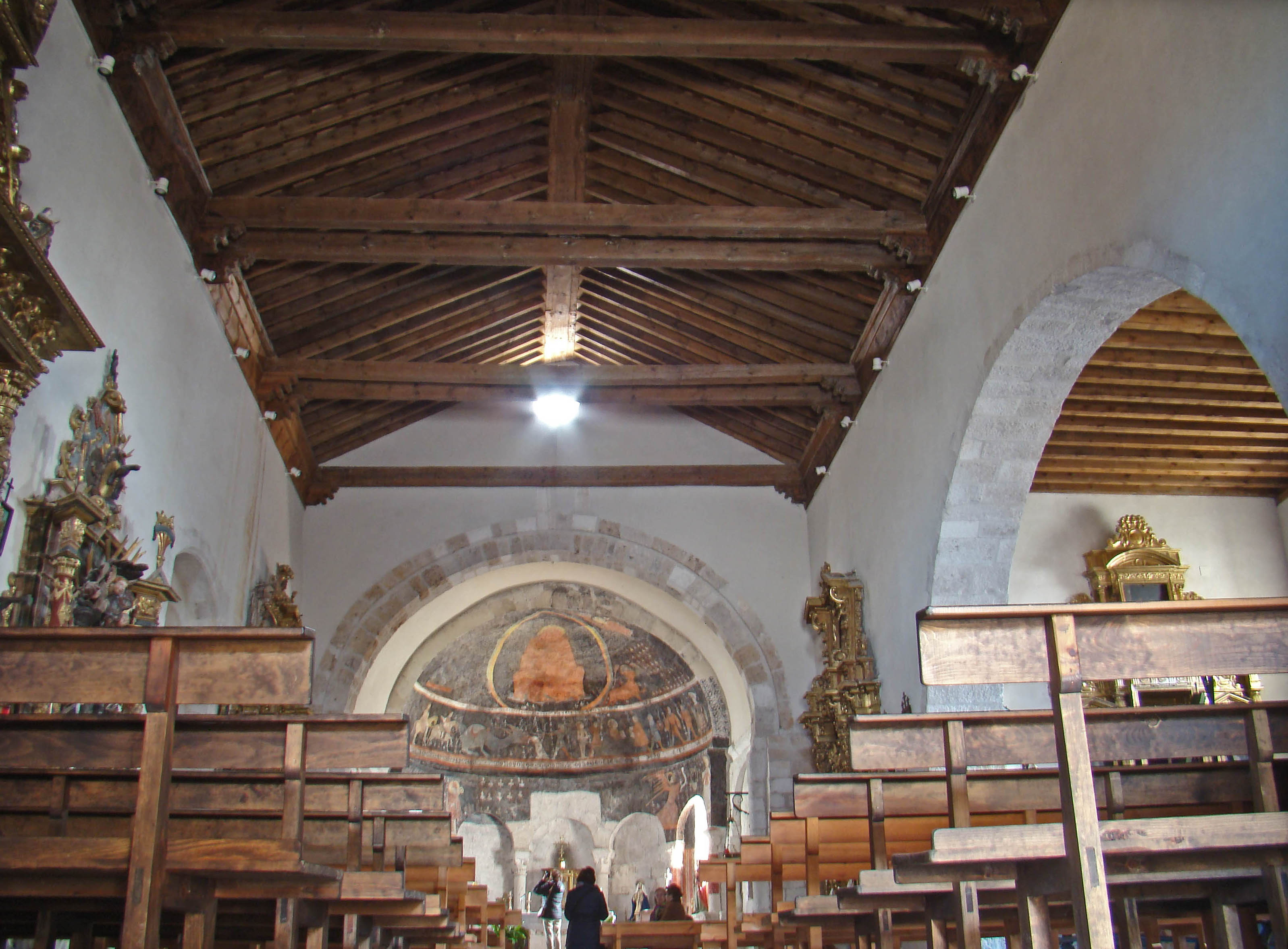
Interior del templo. Artesonado de madera y ábside con pinturas.
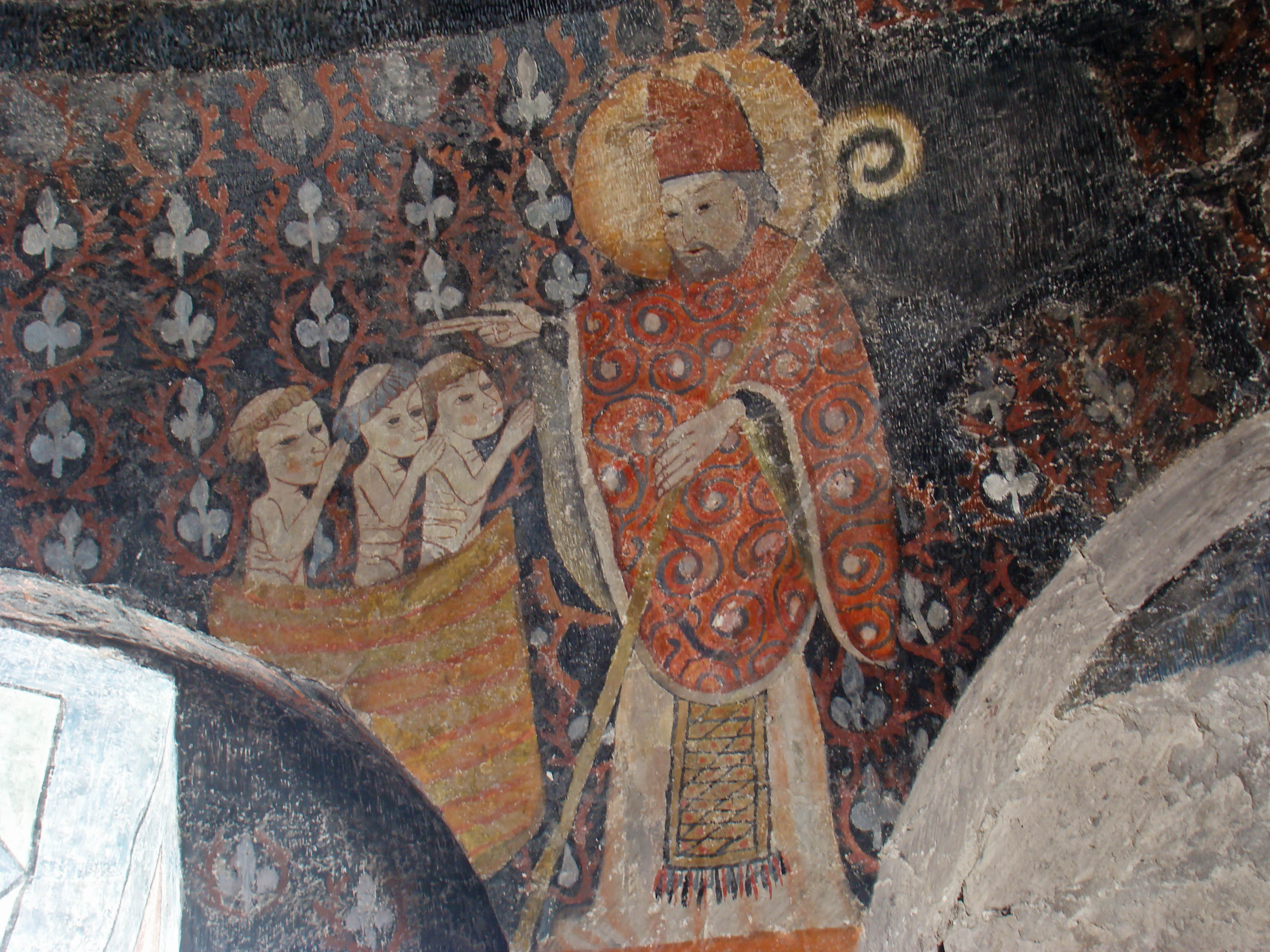
Detalle de las pinturas del ábside.
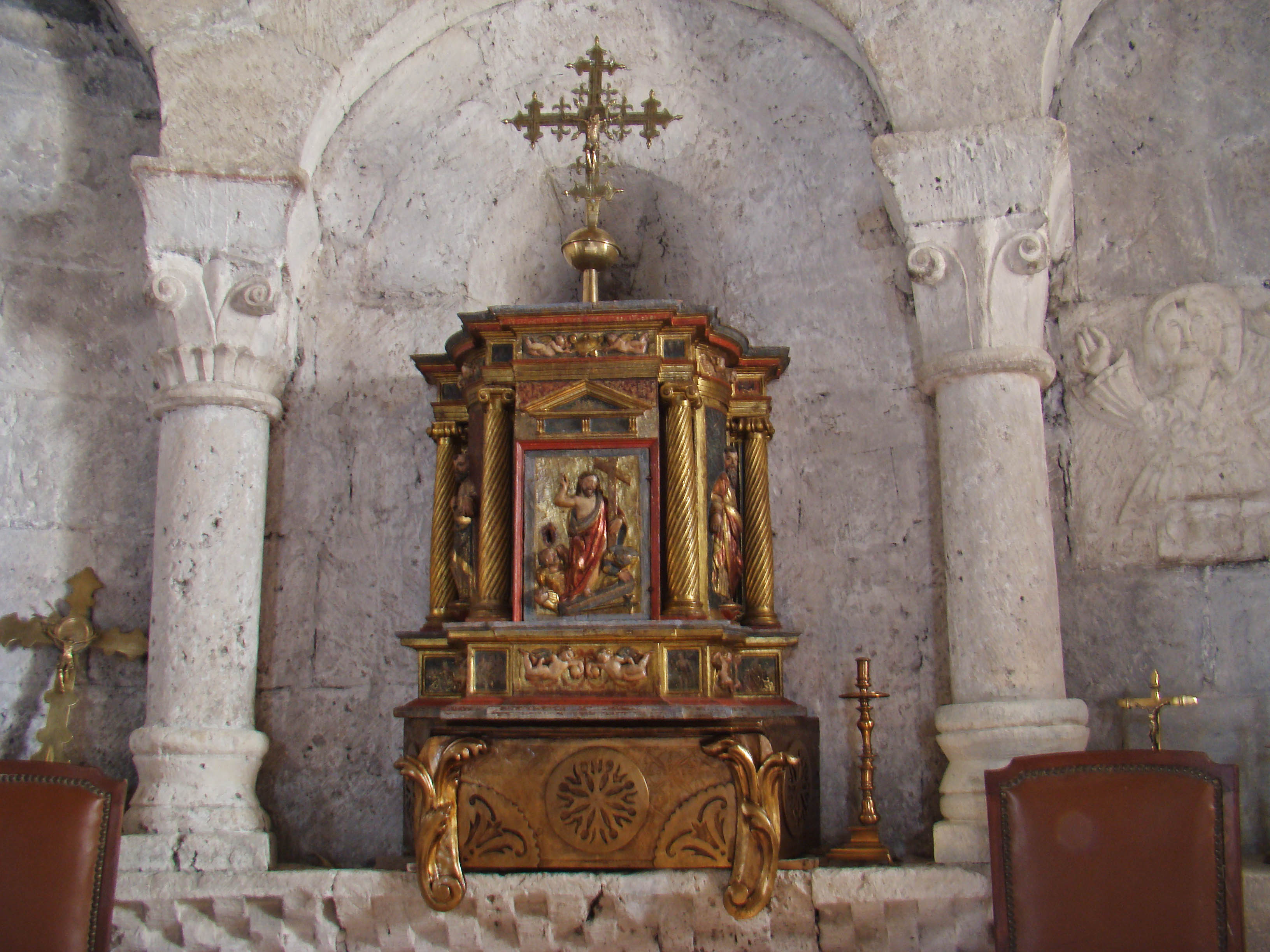
Sagrario en el altar mayor.
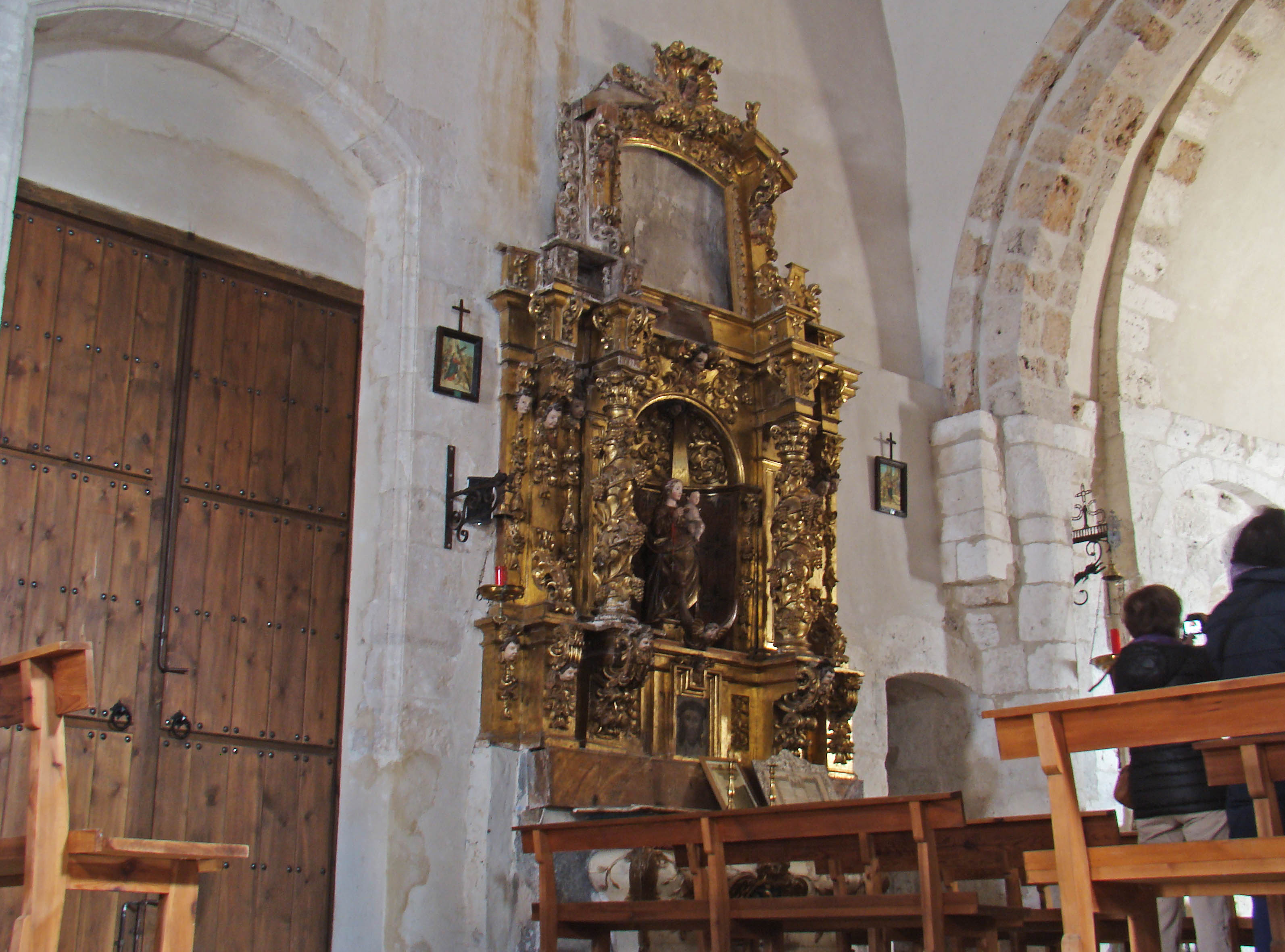
Altar lateral en el muro norte. La puerta que se ve es reciente, abierta por voluntad de los feligreses para poder sacar los santos de las procesiones.